# Leo Braat
Leendert Pieter Johan (Leo) Braat (Arnhem, 23 november 1908 – Amsterdam, 16 juli 1982), ook actief als L.P.J. Braat, was een Nederlandse beeldhouwer, tekenaar, dichter, vertaler, criticus, medailleur en keramist.

## Leven en werk
Leo Braat ontving zijn opleiding aan de Kunstnijverheidsschool en de Academie Kunstoefening in Arnhem en was een leerling van de beeldhouwer Gijs Jacobs van den Hof, die hem de neoclassicistische stijl bijbracht. Hij voltooide zijn opleiding in Parijs en huwde in 1931 de schilderes en tekenares Maaike Rolvink (1907-1992), die hij op de academie had leren kennen. Hij maakte onder meer een marmeren portret van haar. Braat was een figuratief beeldhouwer, die kortstondig (van 1946 tot 1950) expressionistisch werkte. Hij werd sterk beïnvloed door de volkskundige keramische werken van de precolumbiaanse cultuur. Daarnaast was hij ook werkzaam als tekenaar, kunstcriticus, organisator, redacteur van De Kroniek voor Kunst en Kultuur (1935 - 1966), medailleur en keramist. Hij was lid en penningmeester van de Nederlandse Kring van Beeldhouwers.
Als anti-fascist was Braat in de oorlogsjaren lid van de verzetsgroep rond Gerrit van der Veen en redacteur van De Vrije Kunstenaar, een illegaal blad van het kunstenaarsverzet. In januari 1945 werd L. Braat, na eerder bezoek aan de regering in Londen, door het Militair Gezag, het hoofd van de sectie Onderwijs, Kunsten en Wetenschappen aangezocht en tot luitenant benoemd. Na de bevrijding was hij o.a. belast met de zuivering van kunstenaars. Uit verzetskringen kende hij ook schrijver Albert Helman, met wie hij zijn leven lang bevriend bleef. Braat schreef een voorwoord tot de tweede druk van de biografie die Helman schreef over Van der Veen: Gerrit-Jan van der Veen. Een doodgewone held (Baarn: Het Wereldvenster, 1977). Ook was hij mede-oprichter van de Stichting Kunstenaarsverzet 1942-1945, een stichting ter ere van Gerrit van der Veen.
Braat woonde en werkte in Amsterdam op adres: Amstel 250, waar hij in 1937 een beeldhouwers-atelier in de tuin liet bouwen door architect A.C. de Vries.

## Werken in de openbare ruimte
- Amsterdam : Vogelgod, Eendrachtspark (1971)
- Amsterdam : Waterdraagster met vissen, Bellamyplein (1954)
- Amsterdam : Zeemeermin of De waterspuwer (1942) in kinderbadje in het Beatrixpark
- Amsterdam : Gedenksteen Peter de Grote, Admiraliteitslijnbaan (1947)
- Amsterdam : Plaquette Samuel Coster - reliëf (1951), Leidseplein
- Amsterdam: Vrouwen met schalen (1953) voor het Vondelparkpaviljoen.
- Amsterdam : Zonder titel, Jacob Geelstraat Slotervaart (1956); drie gekleurde tegeltableaus
- Amsterdam : De antifascist (1966), monument voor Willem Kraan (Februaristaking), Burg. de Vlugtlaan/Willem Kraanstraat
- Arnhem : Psyche (1941). Bronzen beeld gemaakt voor Stedelijk Gymnasium Arnhem - Thorbeckestraat 17 Arnhem - Stichting kunst in de publieke ruimte Arnhem
- Arnhem : Zonder titel[2] (1952) in het Beeldenpark van het Museum voor Moderne Kunst Arnhem
- Arnhem : Afwachting, (1962) Stadhuis Arnhem - Stichting kunst in de publieke ruimte Arnhem
- Zutphen : Aanklagende (1960), vrouw, Museum Henriette Polak, Zutphen
- Paramaribo : Julius Caesar de Miranda (1961), een beeld in de Mr. Dr. J.C. de Mirandastraat
- Tokio : Jan Joosten van Lodensteyn, een buste op sokkel bij de Yaesu Shopping Mall, Station Tokio - de buste vormt de basis voor de bronzen gedenkplaat aan de Yaesu-dōri in Tokio

## Fotogalerij

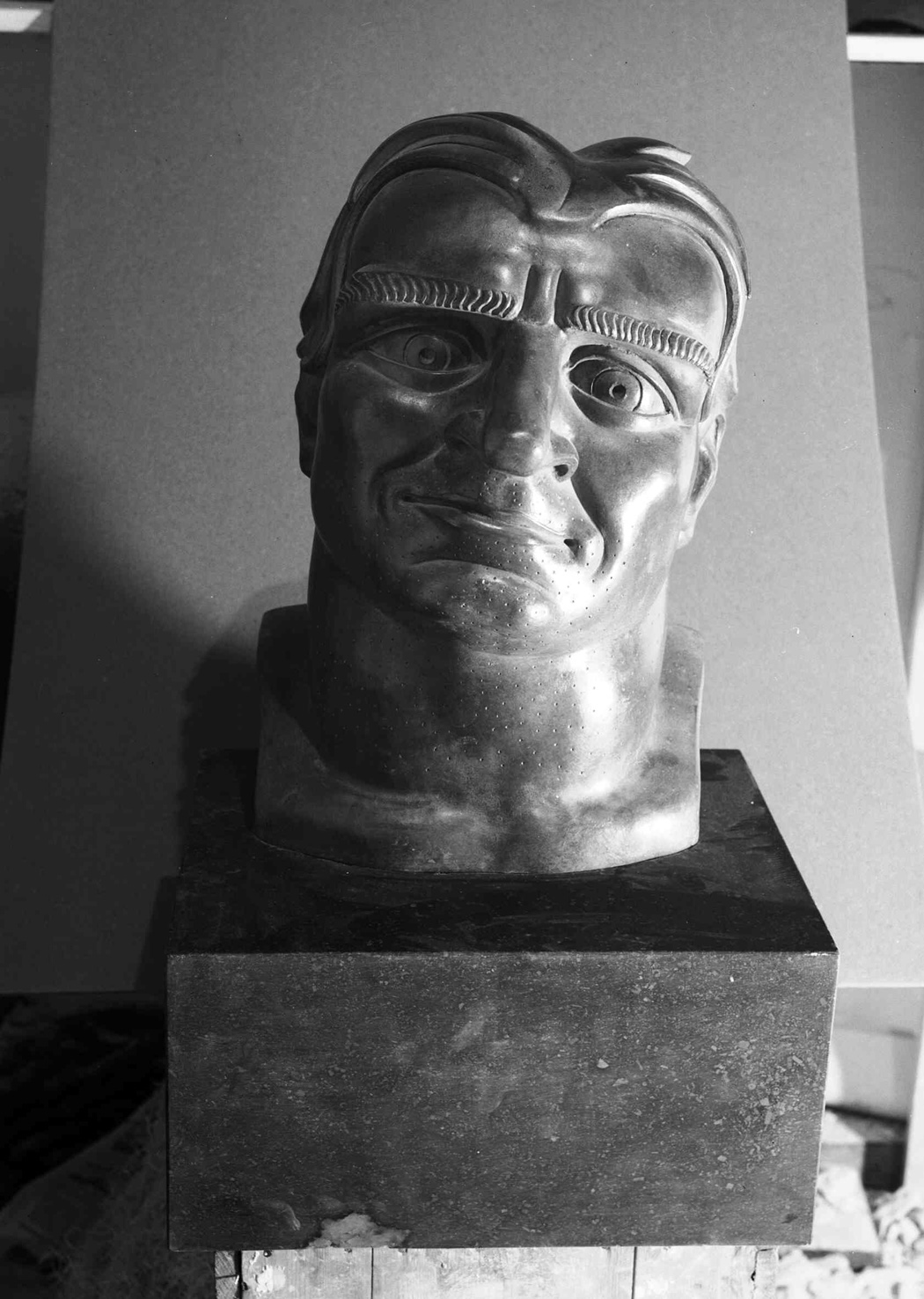
Circa 1936
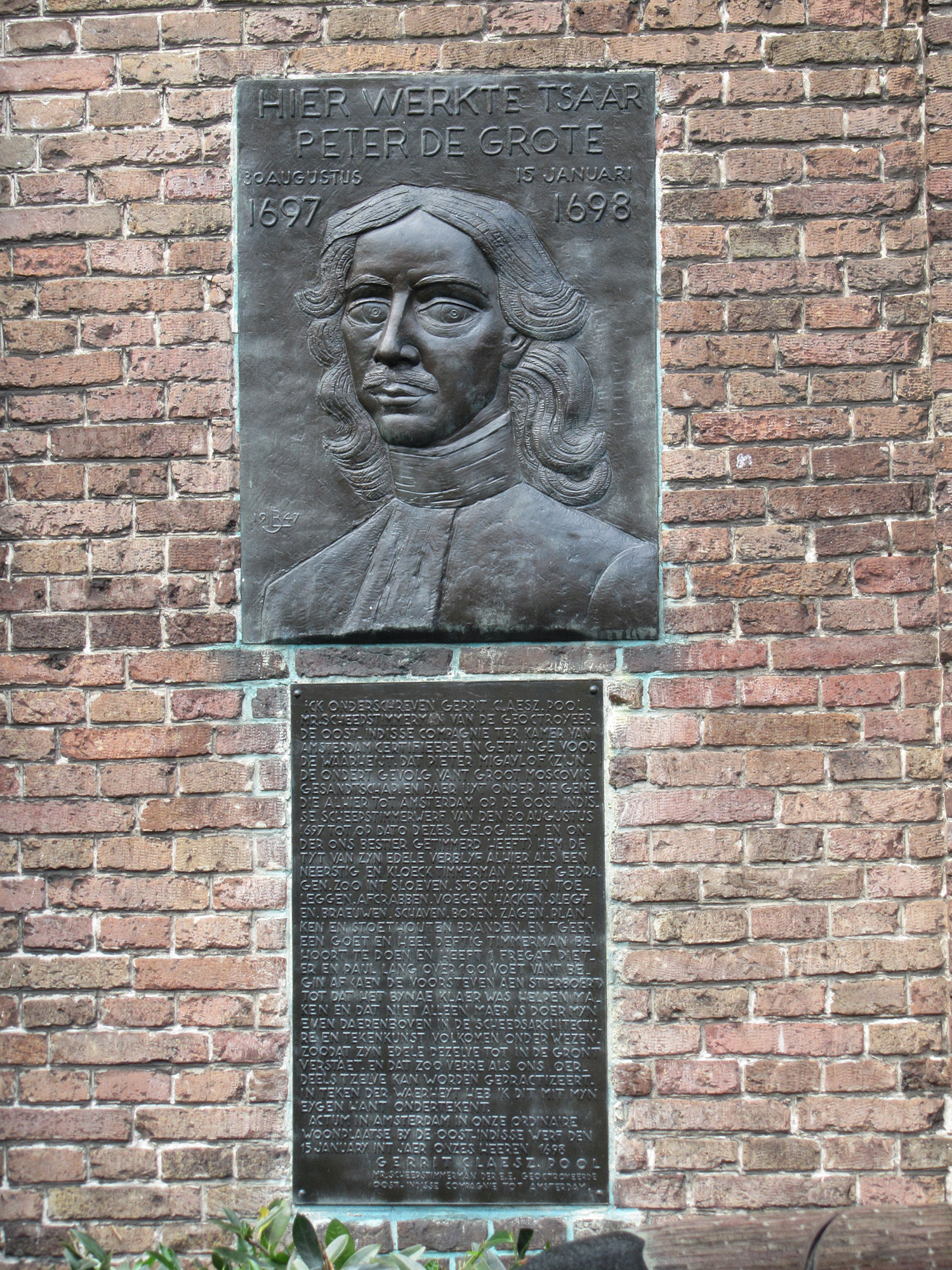
Gedenksteen Peter de Grote (1947)
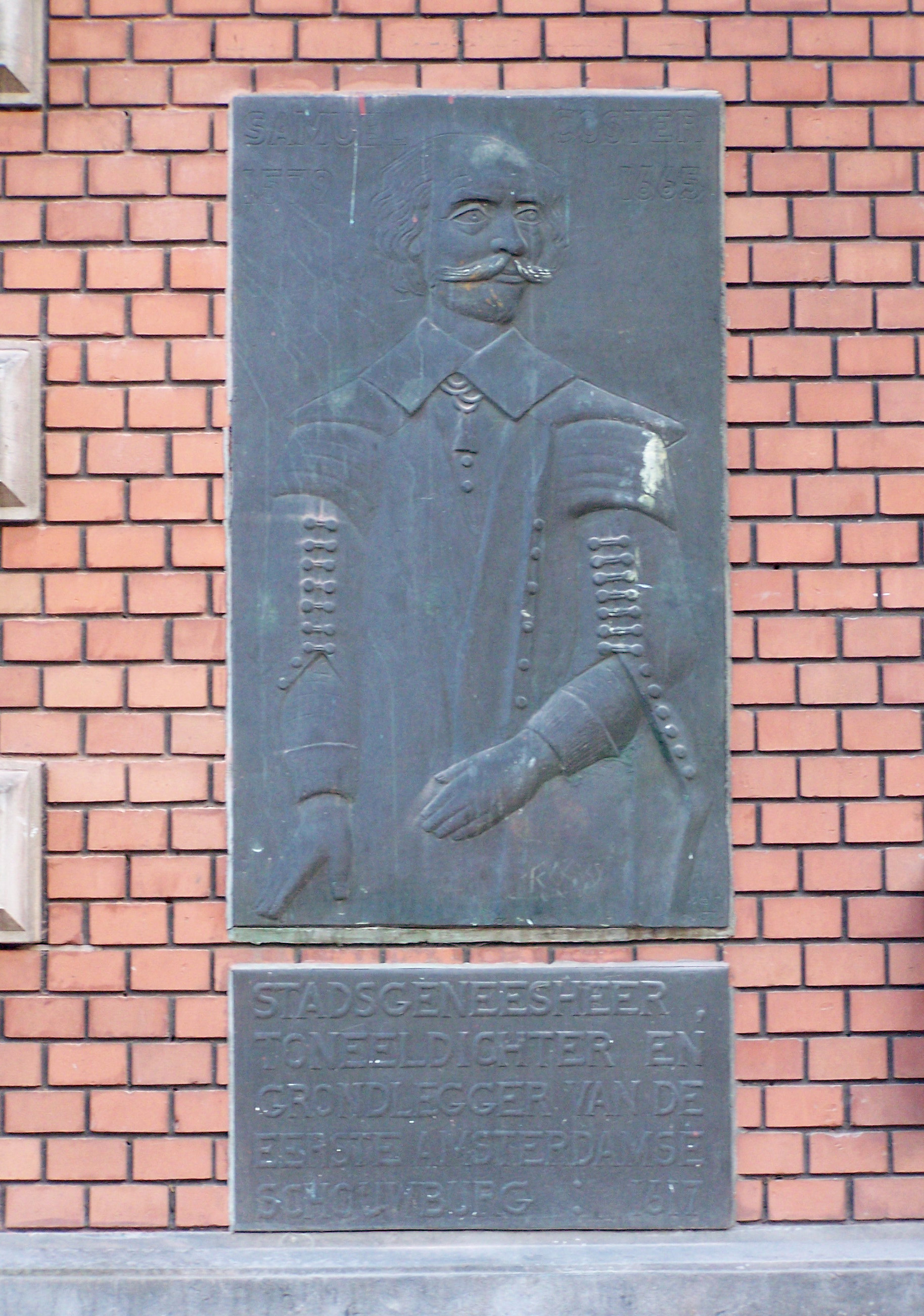
Samuel Coster (1951) reliëf
de Antifascist. (1966) Beeld van Willem Kraan
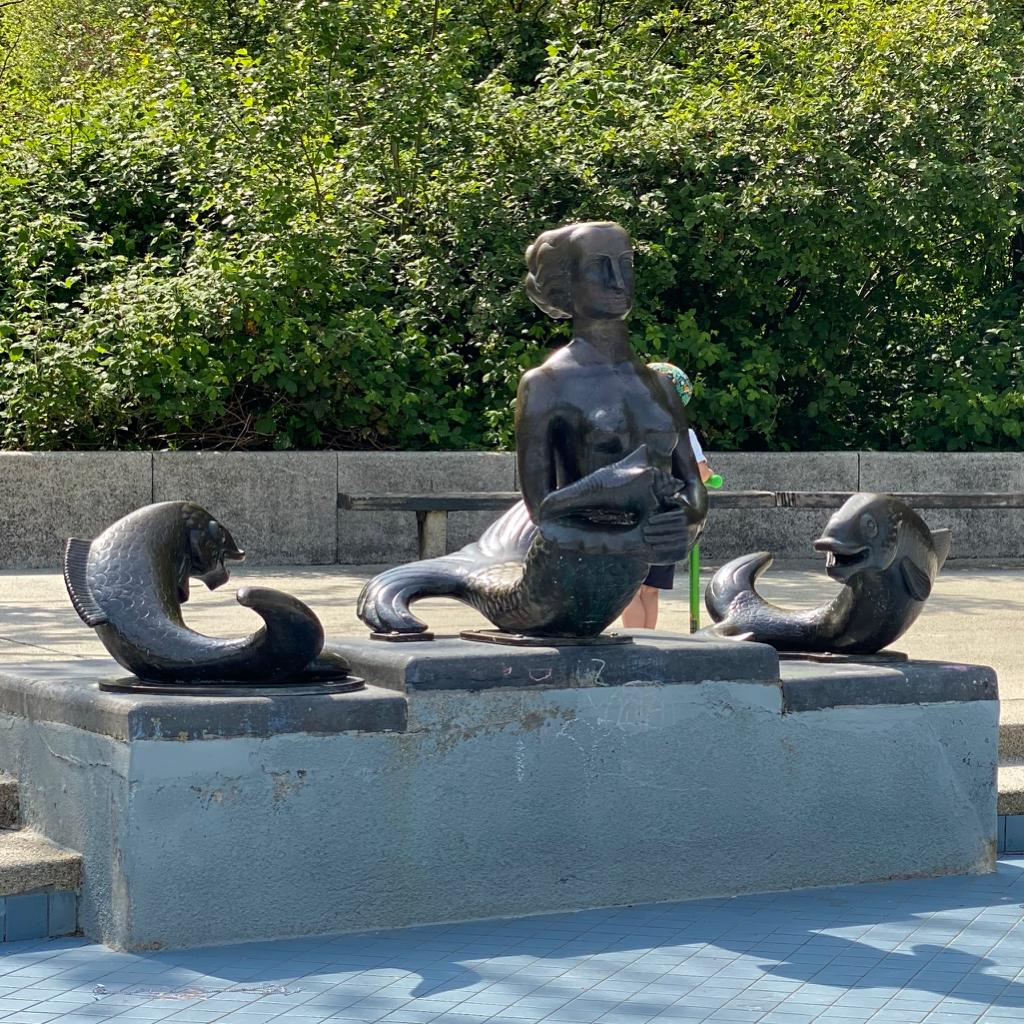
De zeemeermin in kinderbadje Beatrixpark (1942)
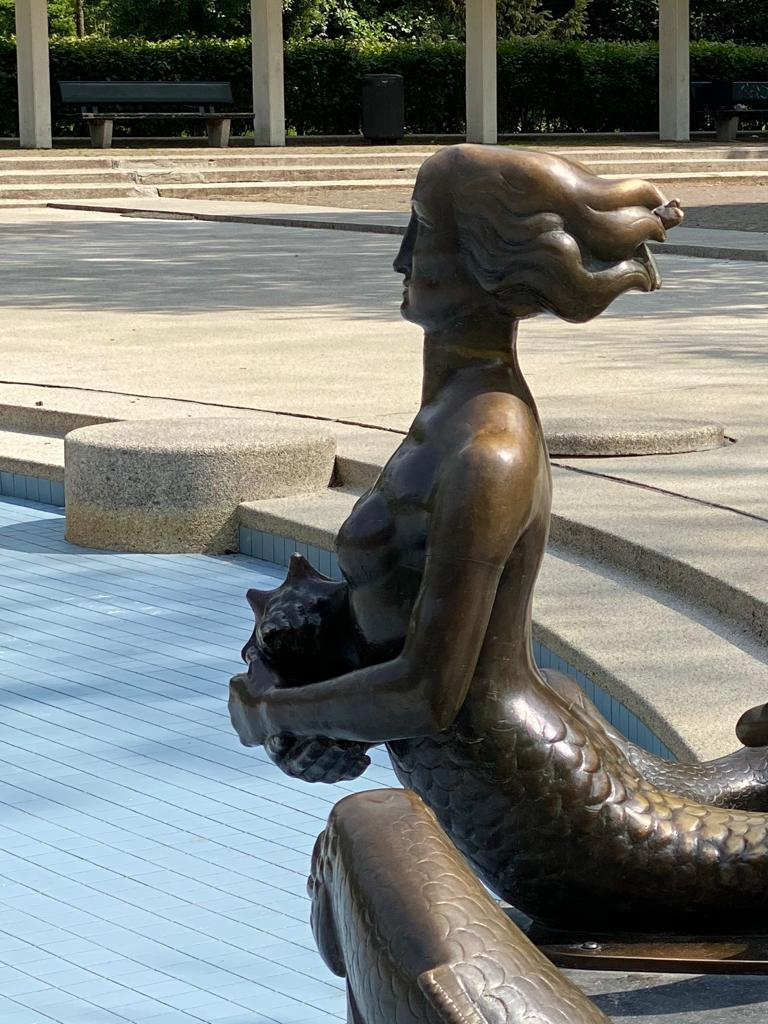
De zeemeermin in kinderbadje Beatrixpark (1942)
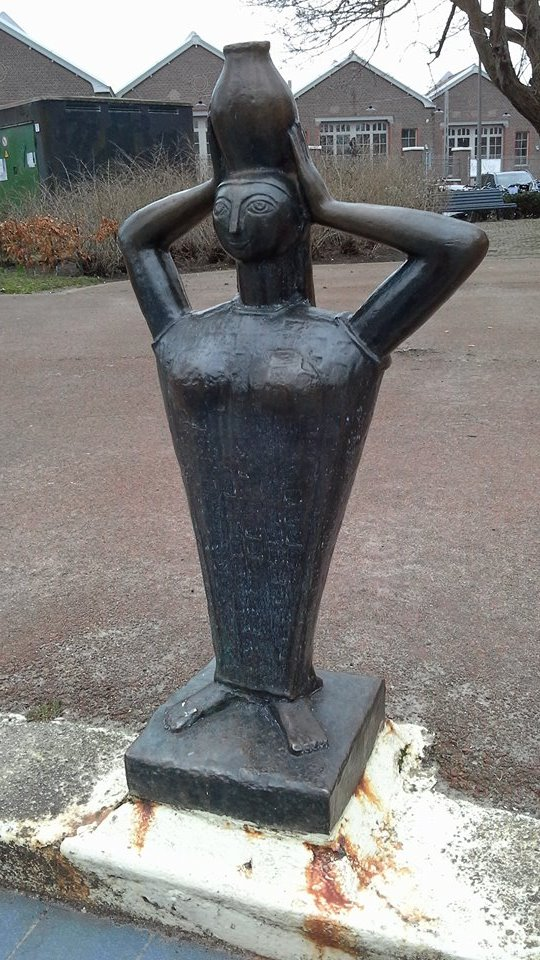
Fontein Bellamyplein Amsterdam Waterdraagster met vissen (1954)
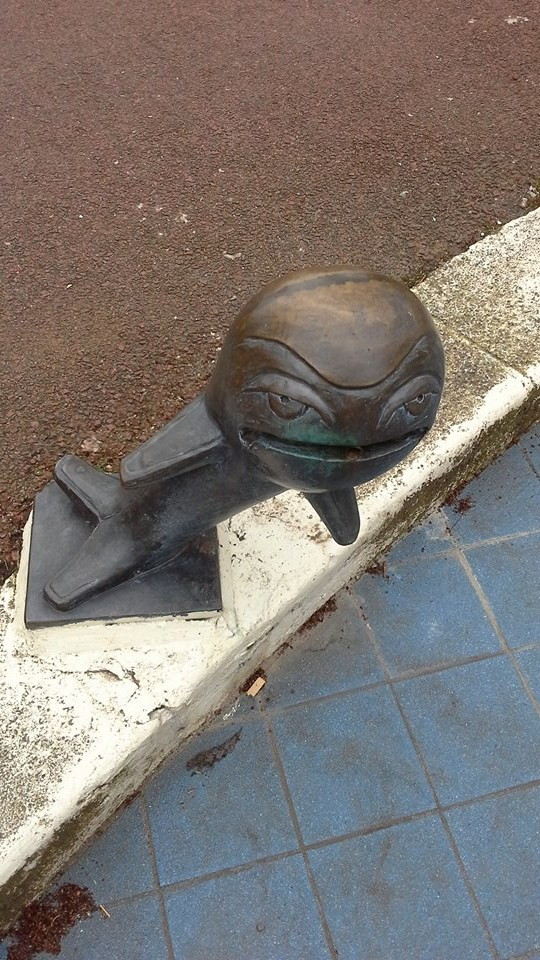
Fontein Waterdraagster Leo Braat Bellamyplein Amsterdam detail (1954)
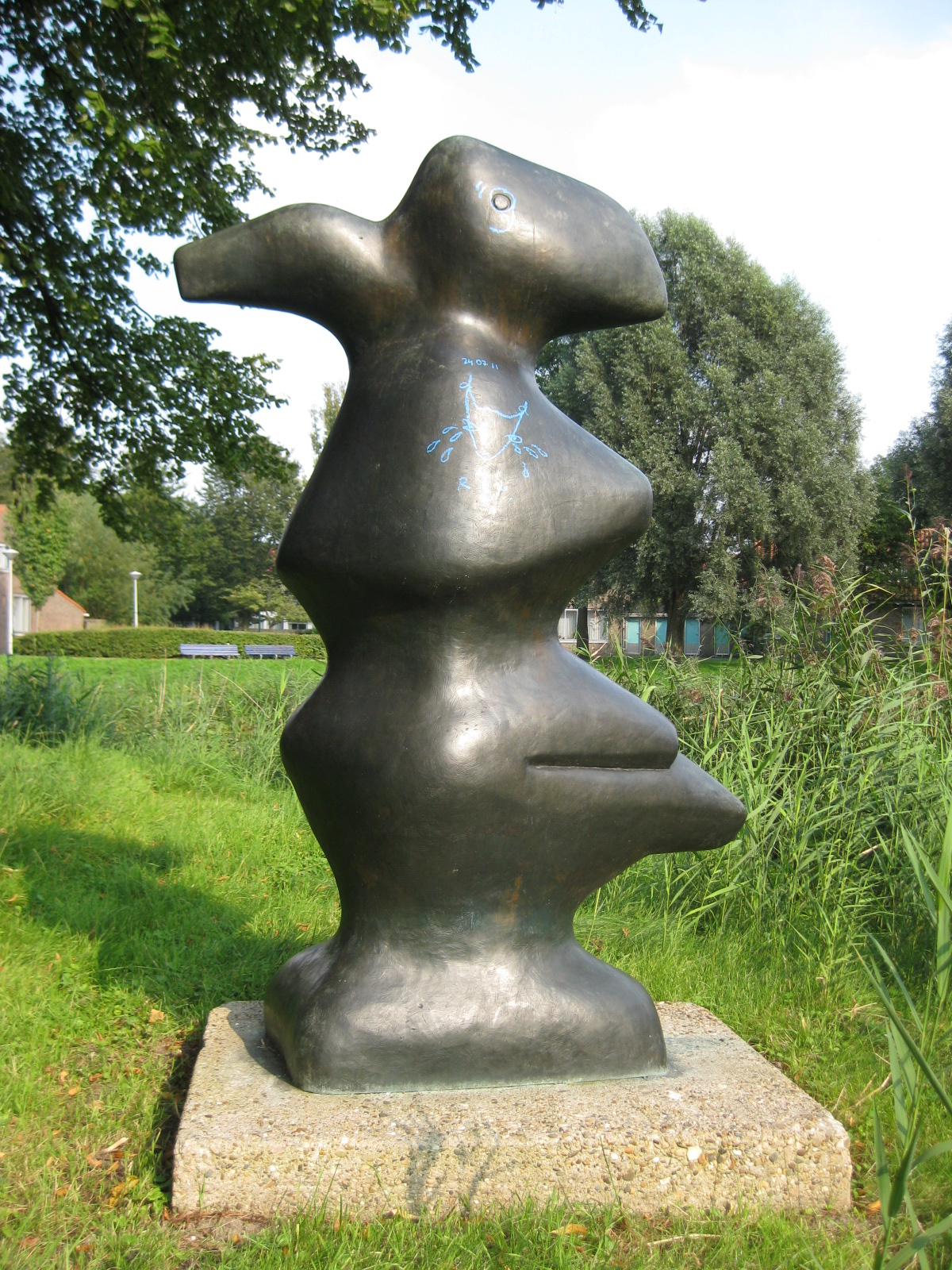
Vogelgod (1971)
Jan Joosten Lodensteyn (1556-1623) Tokyo Japan